# Antrite
 (février 2025).
Si vous disposez d'ouvrages ou d'articles de référence ou si vous connaissez des sites web de qualité traitant du thème abordé ici, merci de compléter l'article en donnant les références utiles à sa vérifiabilité et en les liant à la section « Notes et références ».
Une antrite est une inflammation d'un antre (cavité naturelle de certains organes) ainsi qu'une infection de la muqueuse de celui-ci (uniquement pour l'antre mastoïdien).

## Antre mastoïdien

### Définition
La différence entre une antrite atteignant l'antre pylorique et celle atteignant l'antre mastoïdien est l'infection. En effet, lors d'une antrite mastoïdienne, on peut remarquer une infection de la muqueuse de celui-ci.

### Diagnostic
Plusieurs symptômes typiques peuvent faire soupçonner la présence d'antrite, mais le seul moyen d'être sur reste encore les examens hospitaliers, fibroscopie ou coloscopie.
Une biopsie pré-pylorique peut être effectuée afin de confirmer le diagnostic.

### Complications
Les complications possibles sont :
- méningite (inflammation des méninges : membranes de recouvrement et de protection du système nerveux central) ;
- complication veineuse ;
- abcès cérébral (à l'origine de céphalées (maux de tête), de vomissements, d'œdème du fond d'œil (papille), de nausées, de somnolence, de convulsions, de modification de la personnalité et d'anomalies neurologiques).

## Antre pylorique

### Définition
Dans le cas d'une antrite pylorique, il s'agit d'une inflammation de la partie antérieure de l'estomac précédant le pylore (parti terminale).